# Ommatopseudes harmani
Ommatopseudes harmani is een insect uit de orde Phasmatodea en de  familie Aschiphasmatidae. De wetenschappelijke naam van deze soort is voor het eerst geldig gepubliceerd in 1995 door Brock.